# Stabat mater
Stabat mater, "Modern (Jesu moder, Maria) stod" (nämligen "vid korset"), begynnelseorden till en av de i katolska kyrkan ännu brukliga sekvenserna från 1300-talet. Texten har länge tillskrivits Jacopone da Todi men diktaren anses numera anonym.

## Tonsättare
Dikten har tonsatts av många kompositörer – bland annat av 

- Josquin des Prez
- Giovanni Pierluigi da Palestrina
- Emanuele d'Astorga
- Agostino Steffani
- Antonio Vivaldi
- Luigi Boccherini
- Peter von Winter
- Alessandro Scarlatti
- Antonio Caldara
- Giovanni Battista Pergolesi
- Joseph Haydn
- Giovanni Simone Mayr
- Franz Schubert
- Gioacchino Rossini
- Giuseppe Verdi
- Antonín Dvořák
- Laura Netzel
- Hristo Tsanoff
- Charles Villiers Stanford
- Francis Poulenc
- Julia Perry
- Fredrik Sixten
- Karol Szymanowski
- Arvo Pärt
- Krzysztof Penderecki
- Karl Jenkins

I det katolska kyrkoåret är Stabat mater förknippat med Jungfru Marie smärtor.